# Liberi di sognare
Liberi di sognare è un singolo del cantautore italiano Gianluca Grignani, uscito nel 2006.
Il brano è stato incluso nella seconda versione del sesto album Il re del niente.

## Sanremo 2006
Il brano è stato presentato in gara da Grignani al Festival di Sanremo 2006 nella categoria Uomini, venendo eliminato al primo turno della kermesse musicale.

## Classifiche
| Classifica (2006) | Posizione massima |
| ----------------- | ----------------- |
| Italia            | 8                 |